# Susisaari (ö i Finland, Södra Savolax, Nyslott)
Susisaari är en ö i Finland. Den ligger i sjön Suuri Humalajärvi och i kommunen Heinävesi i den ekonomiska regionen  Nyslotts ekonomiska region  och landskapet Södra Savolax, i den sydöstra delen av landet, 300 km nordost om huvudstaden Helsingfors. Öns area är 0,2 hektar och dess största längd är 60 meter i öst-västlig riktning.